# 1972 في المغرب
فيما يلي قوائم الأحداث التي وقعت خلال عام 1972 في المغرب.

## سياسة

### تعيين في المنصب
- 2 نوفمبر – أحمد عصمان رئيس حكومة المغرب.

### انتهاء فترة المنصب
- 2 نوفمبر – محمد كريم العمراني رئيس حكومة المغرب.

## رياضة
- 1 يناير – المغرب في الألعاب الأولمبية الصيفية 1972

## مواليد

### يناير
- 1 يناير – سامية أقريو ممثلة مغربية.
- 1 يناير – شرفات أفيلال
- 1 يناير – عبد العظيم الكروج سياسي مغربي.
- 1 يناير – كريم بوزيدة
- 10 يناير – محمد بنزاكور كاتب هولندي من اصور مغربية.
- 16 يناير – صلاح حيسو عداء مسافات طويلة مغربي.[1]

### مارس
- 6 مارس – عبد الكريم الحضريوي لاعب كرة قدم مغربي.[2]
- 16 مارس – إسماعيل الصغير رياضي فرنسي.[3]
- 21 مارس – عبد الجليل حدا لاعب كرة قدم مغربي.

### أبريل
- 8 أبريل – أمين الناجي ممثل مغربي.
- 9 أبريل – ريدوان
- 10 أبريل – رشيد النقروز لاعب كرة قدم مغربي.[4]
- 20 أبريل – إبراهيم بولامي منافِس أوليمبي مغربي.[5]

### مايو
- 22 مايو – جواد غريب[6]

### يونيو
- 27 يونيو – عمر النجاري لاعب كرة قدم مغربي.

### يوليو
- 1 يوليو – رضا الرياحي لاعب كرة قدم مغربي.[7]
- 27 يوليو – بشرى أهريش ممثلة مغربية.

### أغسطس
- 16 أغسطس – حسن الكتاني فقيه مغربي.

### سبتمبر
- 5 سبتمبر – بوشعيب الأحرش حكم كرة قدم مغربي.
- 5 سبتمبر – صلاح الدين بصير لاعب كرة قدم مغربي.[8]

### أكتوبر
- 8 أكتوبر – هشام الحمدوشي لاعب شطرنج فرنسي.

### نوفمبر
- 29 نوفمبر – ستيفاني لودفيغ لاعبة كرة يد فرنسية.

### ديسمبر
- 25 ديسمبر – خالد فوهامي لاعب كرة قدم مغربي.[9]

## وفيات

### أغسطس
- 16 أغسطس – محمد أوفقير (مواليد 1920) سياسي مغربي.